# Kaya (musicien)
Pour les articles homonymes, voir Kaya.
Kaya, de son vrai nom Joseph Réginald Topize, est un chanteur mauricien et le créateur du seggae. Né à Port-Louis dans le quartier de Roche-Bois le 10 août 1960, et mort en détention à l'âge de 38 ans le 21 février 1999, à l'île Maurice.

## Biographie
Joseph Réginald Topize est né dans une famille de 5 enfants. Son père, pêcheur, le place sous tutelle d'un de ses oncles. À 8 ans, il trouve du travail pour subvenir à ses besoins. 
Kaya préférait taper sur des boîtes de conserve plutôt que de jouer au foot. Bob Marley deviendra son idole, le nom « Kaya » vient du nom d'un des albums de Bob. Il réunit des amis à lui de Roche-Bois et crée un groupe appelé Racinetatane.
En quelques années, Kaya devient connu dans tout l'océan Indien.

### Décès
Après avoir fumé un joint de gandia (appellation locale de la marijuana) sur scène, le 16 février 1999 à Rose Hill, durant un concert organisé par le parti d'opposition « Mouvement républicain » pour la dépénalisation de la marijuana, il est emprisonné deux jours plus tard, à la suite de la publication polémique des journaux L'Express et Le Mauricien, qui interpellent le gouvernement mauricien sur le fait qu'il laisse en liberté un chanteur qui a fumé publiquement de l'herbe (ce que Kaya faisait à chaque concert...). Il est emprisonné à "Alcatraz", prison de sinistre réputation. L'Ile Maurice est, à cette époque, l'un des pays qui compte le plus grand nombre de décès suspects en détention, notamment dans cette prison. Sa caution est fixée à 10000 roupies, rassemblés par sa femme juste à temps le vendredi 19. Mais le juge qui doit valider sa libération décide de partir en week-end plus tôt ce jour-là. Kaya passe donc le week-end en prison.
Il est retrouvé mort le 21 février, tôt le matin, dans sa cellule des casernes centrales à Port-Louis, dans des circonstances qui font polémique. Il serait mort d'une fracture du crâne selon les sources officielles,, par une blessure qu'il se serait lui-même faite en se tapant la tête contre les murs, et ce « dans un moment de grande excitation » selon la police. Il sert,  malgré lui, d'étincelle à un mouvement de révolte violent, qui bouleverse profondément le pays.
Pour apaiser les tensions, le gouvernement ordonne une enquête judiciaire qui, malgré le rapport du médecin légiste, le Dr Ramstein, conclut à un décollement du cerveau à la suite de violences extrêmes.  Le témoignage des gardiens chargés de sa cellule sert à classer l'affaire sans engager de poursuites. Les vraies circonstances de la mort de Kaya ne sont toujours pas éclaircies aujourd'hui.

## Influence
Kaya est considéré[Par qui ?] comme celui qui a inventé le seggae. Il a influencé de nombreux artistes mauriciens, comme OSB (Otentik Street Brothers), groupe de reggae, seggae et ragga mauricien qui lui dédie la chanson Respect Pou Kaya, qui signifie hommage et respect à Kaya en créole, sur l'album Noukila.
Kaya a aussi donné beaucoup d'espoir à la population mauricienne en ce qui concerne la musique surtout pour la jeunesse qui va être encouragée vers cette culture musicale.

## Vie personnelle
Kaya était mariée à Véronique Topize avec qui il avait deux enfants Azaria et Lumiah.

## Discographie
- Seggae nu la mizik, 1989
- Roots of Seggae, 1990
- La Paix universelle, 1991
- Tansyon mové zintansyon, 1992
- Seggae Man, 1993
- Racine pé brilé, 1994
- Ersatz of Bob Marley, 1995
- Kaya chante Marley, 1996
- Zistwar Revoltan, 1996
- Mo la misik, 1997
- Seggae Experience, 1998
- Simé la limiere

## Littérature
- Nicolas Cavaillès, Le Mort sur l’âne, éditions du Sonneur, 2018, 128 p. (ISBN 9782373850741) évoque le chanteur.